# 天主教耶伊教區
天主教耶伊教區（拉丁語：Dioecesis Yeiensis），是羅馬天主教會以南蘇丹共和國耶伊為中心的一個教區，屬朱巴總教區。
教區位於該國南部的西赤道省東部和中赤道省西南部。2004年有220,000名教友，八個堂區、十六名司鐸。教區主教為埃爾科蘭諾·羅杜·唐貝。1986年3月21日自倫拜克教區升格為教區。